# Nicola di Grecia
Nicola di Grecia e Danimarca (Atene, 22 gennaio 1872 – Atene, 8 febbraio 1938) è stato un principe greco della Casa di Schleswig-Holstein-Sonderburg-Glücksburg. In famiglia era conosciuto come Nicky greco per distinguerlo dal cugino Nicola II di Russia (1868 – 1918). Nicola era un pittore talentuoso, che spesso firmava i suoi dipinti come "Nicolas Leprince".

## Biografia

### Famiglia
Nicola nacque ad Atene il 22 gennaio 1872, quarto figlio del re Giorgio I di Grecia e della moglie, la Granduchessa Ol'ga Konstantinovna Romanova; il padre, nato come principe di Danimarca, venne eletto sovrano ellenico nel 1863 dopo che il bavarese Ottone I venne deposto un anno prima. Quattro anno dopo, nel 1867, Giorgio sposò la Granduchessa Ol'ga che era la nipote dello Zar Nicola I e prima cugina del futuro Alessandro III di Russia.
Nicola quindi discendente delle Case reali di Schleswig-Holstein-Sonderburg-Glücksburg e Romanov, fra i suoi primi cugini vi erano Nicola II di Russia, Giorgio V del Regno Unito, la regina Maud di Norvegia, Luisa, principessa reale, Ernesto Augusto di Brunswick, Cristiano X di Danimarca ed il re Haakon VII di Norvegia. Aveva sette fratelli, Costantino, Giorgio, Alessandra, Maria, Andrea, padre del futuro Duca di Edimburgo e Cristoforo.

### Educazione
Nicola crebbe assieme ai fratelli fra il Palazzo Reale e Palazzo Tatoi, la residenza estiva della casa reale che si trova ancora oggi fuori la capitale greca, trascorrendo alcuni periodi in Francia e Danimarca, paese nativo del padre. In famiglia era conosciuto come "Nicky greco" per distinguerlo dal cugino, lo Cesarevič Nicola Romanov . Il principe crebbe, come la costituzione greca diceva, secondo la religione Greco-ortodossa ed ebbe diversi precettori, in particolare appassionandosi nel disegno e pittura, imparando anche diverse lingue . All'età di 13 anni intraprese l'educazione militare, entrando nel Collegio dell'Evelpides, raggiungendo il grado di Secondo sottotenente nella Fanteria greca, nel 1890. Nicola di Grecia partecipò alla Guerra greco-ottomana nel 1897, comandando un reparto d'artiglieria, servendo poi anche durante la Prima guerra balcanica, combattuta sempre contro i Turchi .
Il principe rappresentò numerose volte il padre durante alcuni eventi reali, tenutisi all'estero, come l'incoronazione del cugino Nicola II di Russia o il matrimonio dei cugini Maud e Carl, poi sovrani di Norvegia, nel 1896. Partecipò anche all'incoronazione degli zii Edoardo VII e Alessandra, sorella del re Giorgio di Grecia. Nel 1896, assieme ai fratelli Costantino e Giorgio, aiutò all'organizzazione dei Giochi olimpici che si tennero quell'anno proprio ad Atene, dopo 1600 anni . Inoltre il Principe partecipò come presidente del sotto-comitato per la balistica.

### Matrimonio

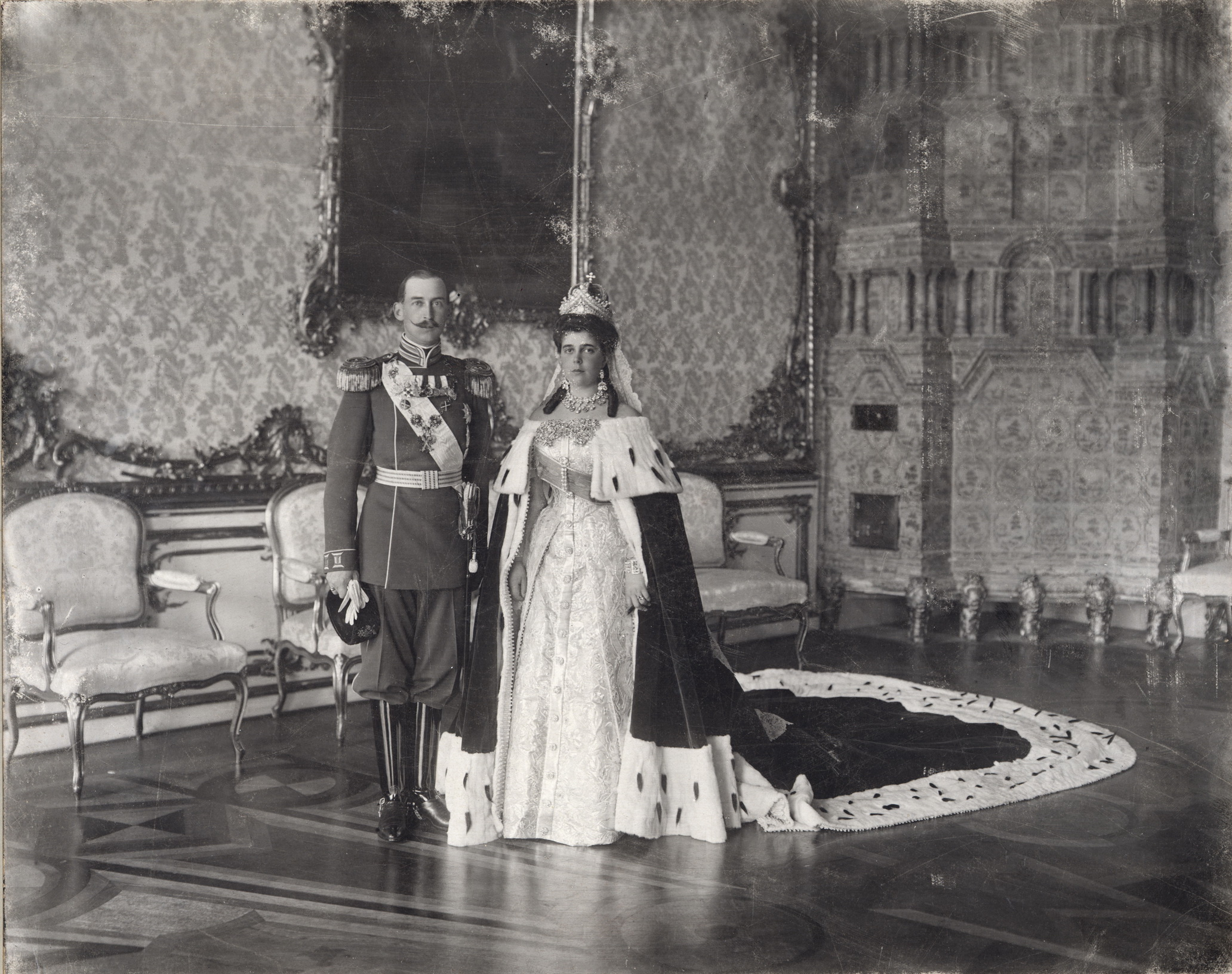
Nicola e la moglie Elena, nel giorno del loro matrimonio.

Nel 1894 incontra la Granduchessa Elena Vladimirovna di Russia, una sua lontana cugina materna, figlia del Granduca Vladimir Aleksandrovič Romanov, figlio dell'Imperatore Nicola II di Russia, e di Maria di Meclemburgo-Schwerin. Successivamente i due si incontrarono diverse volte fino a innamorarsi, e così decisero di sposarsi, con alcune perplessità dei genitori della granduchessa. Nicola ed Elena si sposarono il 29 agosto 1902, a Carskoe Selo, vicino a San Pietroburgo. I due nuovi sposi vissero prima al Palazzo reale di Atene per poi trasferirsi nella nuova residenza , Palazzo Nicola che si trova a San Pietroburgo e che fu il regalo di nozze da parte dello Zar Nicola i cugini. La coppia ebbe tre figlie:
- Olga, principessa di Yugoslavia
- Elisabetta, contessa di Toerring-Jettenbach
- Marina, duchessa di Kent

### Attività dinastiche
Nel 1913, mentre la Grecia combatteva la Prima guerra balcanica, re Giorgio I venne assassinato nella regione di Tessalonica; a seguito di quest'evento, il  principe Nicola dichiarò che l'omicidio del sovrano, suo padre, era stato progettato dai servizi segreti tedeschi, teoria che creò alcuni problemi visto che la nuova regina Sofia, moglie di Costantino I, era nata come principessa di Prussia . Con lo scoppio della Grande guerra, re Costantino dovette lasciare il paese, visto che voleva schierarsi a fianco dell'Impero tedesco, così il fratello Nicola lo seguì in esilio, recandosi in Svizzera, dove però affrontò alcune difficoltà finanziarie a causa della situazione complicata della famiglia della moglie, i Romanov. Nicola decise così di vendere i suoi quadri, firmandosi col nome di "Nicolas Leprince". Nel 1920 i reali poterono tornare in Grecia ma solo due anni dopo dovettero rilasciarla, visto che re Giorgio II venne deposto e sostituito con un regime repubblicano .
Questa volta la famiglia di Nicola andò in Italia e Regno Unito, per poi però stabilirsi a Parigi dove risiedevano anche il fratello Giorgio e la moglie, Marie Bonaparte. Durante questo periodo Nicola riprese a dipingere e successivamente a vendere i suoi lavori . Nel 1934 partecipò alle nozze della figlia Marina e del Principe Giorgio, duca di Kent, figlio del cugino Giorgio V e della moglie, la regina Mary di Teck.  Nel 1935, grazie ad un colpo di Stato, la monarchia greca fu restaurata e Giorgio II ritornò sul trono.

### Ultimi anni e morte
Nicola ricevette in ereditò dal padre Giorgio, il Teatro Reale che, nel 1935, vendette allo Stato greco. Era amico di George Simitis e fu padrino di suo figlio, il futuro primo ministro socialista Kostas Simitis. Ritornato ad Atene dopo la rielezione del nipote Giorgio II, Nicola e la moglie si stabilirono al "Grande Bretagne Hotel". Il Principe Nicola di Grecia e Danimarca morì l'8 febbraio 1938, ricevendo i funerali di Stato e venendo tumulato nel Cimitero reale del Palazzo Tatoi, dove sono tumulati tutti i membri defunti della casa reale greca .

## Discendenza
Il principe Nicola e la granduchessa Elena Vladimirovna di Russia ebbero tre figlie, famose per la loro bellezza:
- Olga (1903 – 1997), sposò il Principe Paolo di Jugoslavia, reggente del Regno di Jugoslavia;
- Elisabetta (1904 – 1955), sposò il conte Carlo Teodoro di Toerring-Jettenbach;
- Marina (1906 – 1968), sposò il principe Giorgio, duca di Kent.

## Ascendenza
|                                  |                    |                                | Genitori                                    |  |  | Nonni |  |  | Bisnonni                                                       |  |  | Trisnonni                                            |  |
|                                  |                    |                                |                                             |  |  |       |  |  | Federico Guglielmo di Schleswig-Holstein-Sonderburg-Glücksburg |  |  | Federico Carlo di Schleswig-Holstein-Sonderburg-Beck |  |
|                                  |                    |                                |                                             |  |  |       |  |  | Federico Guglielmo di Schleswig-Holstein-Sonderburg-Glücksburg |  |  | Federico Carlo di Schleswig-Holstein-Sonderburg-Beck |  |
|                                  |                    | Federica di Schlieben          |                                             |  |  |       |  |  | Federico Guglielmo di Schleswig-Holstein-Sonderburg-Glücksburg |  |  |                                                      |  |
| Cristiano IX di Danimarca        |                    |                                |                                             |  |  |       |  |  | Federico Guglielmo di Schleswig-Holstein-Sonderburg-Glücksburg |  |  |                                                      |  |
|                                  |                    | Luisa Carolina d'Assia-Kassel  | Carlo d'Assia-Kassel                        |  |  |       |  |  |                                                                |  |  |                                                      |  |
|                                  |                    | Luisa Carolina d'Assia-Kassel  | Carlo d'Assia-Kassel                        |  |  |       |  |  |                                                                |  |  |                                                      |  |
|                                  |                    | Luisa Carolina d'Assia-Kassel  | Luisa di Danimarca                          |  |  |       |  |  |                                                                |  |  |                                                      |  |
| Giorgio I di Grecia              |                    | Luisa Carolina d'Assia-Kassel  |                                             |  |  |       |  |  |                                                                |  |  |                                                      |  |
|                                  |                    | Guglielmo d'Assia-Kassel       | Federico d'Assia-Kassel                     |  |  |       |  |  |                                                                |  |  |                                                      |  |
|                                  |                    | Guglielmo d'Assia-Kassel       | Federico d'Assia-Kassel                     |  |  |       |  |  |                                                                |  |  |                                                      |  |
|                                  |                    | Guglielmo d'Assia-Kassel       | Carolina di Nassau-Usingen                  |  |  |       |  |  |                                                                |  |  |                                                      |  |
| Luisa d'Assia-Kassel             |                    | Guglielmo d'Assia-Kassel       |                                             |  |  |       |  |  |                                                                |  |  |                                                      |  |
|                                  |                    | Luisa Carlotta di Danimarca    | Cristiano VIII di Danimarca                 |  |  |       |  |  |                                                                |  |  |                                                      |  |
|                                  |                    | Luisa Carlotta di Danimarca    | Cristiano VIII di Danimarca                 |  |  |       |  |  |                                                                |  |  |                                                      |  |
|                                  |                    | Luisa Carlotta di Danimarca    | Carlotta Federica di Meclemburgo-Schwerin   |  |  |       |  |  |                                                                |  |  |                                                      |  |
| Nicola di Grecia                 |                    | Luisa Carlotta di Danimarca    |                                             |  |  |       |  |  |                                                                |  |  |                                                      |  |
|                                  | Nicola I di Russia | Paolo I di Russia              |                                             |  |  |       |  |  |                                                                |  |  |                                                      |  |
|                                  | Nicola I di Russia | Paolo I di Russia              |                                             |  |  |       |  |  |                                                                |  |  |                                                      |  |
|                                  | Nicola I di Russia | Sofia Dorotea di Württemberg   |                                             |  |  |       |  |  |                                                                |  |  |                                                      |  |
| Konstantin Nikolaevič Romanov    | Nicola I di Russia |                                |                                             |  |  |       |  |  |                                                                |  |  |                                                      |  |
|                                  |                    | Aleksandra Fёdorovna           | Federico Guglielmo III di Prussia           |  |  |       |  |  |                                                                |  |  |                                                      |  |
|                                  |                    | Aleksandra Fёdorovna           | Federico Guglielmo III di Prussia           |  |  |       |  |  |                                                                |  |  |                                                      |  |
|                                  |                    | Aleksandra Fёdorovna           | Luisa di Meclemburgo-Strelitz               |  |  |       |  |  |                                                                |  |  |                                                      |  |
| Ol'ga Konstantinovna Romanova    |                    | Aleksandra Fёdorovna           |                                             |  |  |       |  |  |                                                                |  |  |                                                      |  |
|                                  |                    | Giuseppe di Sassonia-Altenburg | Federico di Sassonia-Hildburghausen         |  |  |       |  |  |                                                                |  |  |                                                      |  |
|                                  |                    | Giuseppe di Sassonia-Altenburg | Federico di Sassonia-Hildburghausen         |  |  |       |  |  |                                                                |  |  |                                                      |  |
|                                  |                    | Giuseppe di Sassonia-Altenburg | Carlotta Georgina di Meclemburgo-Strelitz   |  |  |       |  |  |                                                                |  |  |                                                      |  |
| Alessandra di Sassonia-Altenburg |                    | Giuseppe di Sassonia-Altenburg |                                             |  |  |       |  |  |                                                                |  |  |                                                      |  |
|                                  |                    | Amalia di Württemberg          | Ludovico Federico Alessandro di Württemberg |  |  |       |  |  |                                                                |  |  |                                                      |  |
|                                  |                    | Amalia di Württemberg          | Ludovico Federico Alessandro di Württemberg |  |  |       |  |  |                                                                |  |  |                                                      |  |
|                                  |                    | Amalia di Württemberg          | Enrichetta di Nassau-Weilburg               |  |  |       |  |  |                                                                |  |  |                                                      |  |
|                                  |                    | Amalia di Württemberg          |                                             |  |  |       |  |  |                                                                |  |  |                                                      |  |

## Titoli e trattamento
- 22 gennaio 1872 - 8 febbraio 1938: Sua Altezza Reale, il principe Nicola di Grecia e Danimarca

### Onorificenze straniere

Stemma di Nicola di Grecia e Danimarca Cavaliere di Collare dell'Ordine di Carlo III